# Ventisquero Negro
El Ventisquero Negro es uno de los catorce glaciares del Cerro Tronador, en el Parque nacional Nahuel Huapi, Argentina. Su denominación se debe a que el glaciar, a lo largo de su recorrido, incorpora sedimentos que le dan un color oscuro característico, diferenciándolo de los otros glaciares, que son normalmente blancos inmaculados, como el glaciar Perito Moreno en la provincia de Santa Cruz.
Se ubica dentro del parque nacional Nahuel Huapi. El cerro Tronador tiene una elevación de 3.478 m s. n. m. y lleva ese nombre debido a los rugidos que producen los desprendimientos de bloques de nieve.
Este glaciar en retroceso es alimentado por las constantes y estruendosas avalanchas de hielo que se desmoronan desde el glaciar Manso, unos 700 m más arriba, en la montaña.

## Ubicación
Se localiza aproximadamente a , a 1.000 m s. n. m.
- Datos: Q11705024
- Multimedia: Ventisquero negro / Q11705024